# Carmen Deraisy
Carmen Marie Hermine Carraud dite Carmen Deraisy ou Carmen de Raisy, née le 18 décembre 1883 à Asnières et morte le 12 avril 1954 à Paris 15e, est une actrice de théâtre et de cinéma française.

## Biographie
Le 18 juillet 1911, au théâtre de la Porte-Saint-Martin, le champion de boxe anglaise Marc Gaucher l'agresse après une représentation, lui appliquant sur le visage des ordures : il est condamné à 15 jours de prison avec sursis et 200 francs d'amende.

## Théâtre
- 1905 : La Gioconda, tragédie en 4 actes de Gabriele d'Annunzio, au Nouveau-Théâtre (20 janvier) : Gioconda Danti
- 1908 :  La Jeunesse des mousquetaires, drame en 5 actes d'Alexandre Dumas et Auguste Maquet à l'Ambigu-Comique[6]
- 1909 : Nick Carter, pièce en 5 actes d'Alexandre Bisson  et Guillaume Livet à l'Ambigu-Comique[7].
- 1910 : Chantecler, pièce en quatre actes d'Edmond Rostand, représentée pour la première fois le 7 février 1910 au théâtre de la Porte-Saint-Martin[8].
- 1916 : La Femme X... d'Alexandre Bisson à l'Ambigu-Comique[9].

## Filmographie
- 1910 : La Jolie dame de Narbonne, de Victorin Jasset : Gillette
- 1910 : L'Institutrice [réalisateur anonyme]
- 1910 : Les Prétendants d'Hélène [réalisateur anonyme]
- 1910 : La Mariée du château maudit (ou La Fiancée du château maudit) d'Albert Capellani : la mariée
- 1911 : Le Rendez-vous, de Georges Denola
- 1912 : La Coupable [réalisateur anonyme]
- 1912 : Amours d'aventurière [réalisateur anonyme]
- 1912 : Le Dévouement d'une sœur, de Camille de Morlhon : Lucienne Rinaldi
- 1912 : Les Martyrs de la vie, de René Leprince : Marie Chanteau / Sœur Sainte-Marie
- 1912 : La Fièvre de l'or, drame en 3 parties et 30 tableaux de René Leprince et Ferdinand Zecca
- 1912 : La Dernière Aventure du prince Curaçao de Georges Denola : Pamela
- 1912 : La Chambre au judas, d'Henri Desfontaines
- 1914 : La Lutte pour la vie, de René Leprince et Ferdinand Zecca : la mendiante du jardin public
- 1914 : La Statue du silence [réalisateur anonyme]
- 1941 : Péchés de jeunesse, de Maurice Tourneur : la chiromancienne

## Source
: document utilisé comme source pour la rédaction de cet article.
- Comœdia
- Le Ménestrel, Paris, 1833-1940 (lire en ligne), lire en ligne sur Gallica